# Antonio Riccoboni

De gymnasio patavino, 1598

Antonio Riccoboni (Rovigo, 1541 – Padova, 1599) è stato un umanista e storico italiano.

## Biografia
Dopo essere vissuto a lungo nel paese natale, dedicandosi all'insegnamento privato, nel 1570 si recò a Padova dove studiò con Paolo Manuzio, Marc-Antoine Muret e Carlo Sigonio. Nel febbraio del 1571 si addottorò presso lo Studio di Padova in diritto civile prima e poi in diritto canonico e l'anno successivo ottenne la cattedra di retorica nella stessa università, succedendo a Giovanni Fasolo. Fu autore di commenti alla Poetica e all'Etica Nicomachea di Aristotele.

## Opere principali
- (LA) De Historia commentarius, Venetiis, Apud Ioannem Barilettum, 1568.
- (LA) De gymnasio patavino, 1ª ed., Patavii, apud Franciscum Bolzetam, 1598.
- (LA) De gymnasio patavino, 2ª ed., Leiden, Petrus van der Aa, 1722.
- (LA) De poetica Aristotelis cum Horatio collatus, Patavii, 1599.
- (LA) In obitu Iacobi Zabarellae, Patavii, apud Paulum Meiettum, 1590.